# Linn Kazmaier
Linn Kazmaier, née le 5 novembre 2006 à Nürtingen, est une fondeuse et biathlète handisport allemande concourant chez les malvoyants (B3). Elle est la plus jeune athlète médaillée aux Jeux de 2022.

## Carrière
Elle fait ses débuts aux Mondiaux 2022 à Lillehammer où elle termine 3 fois dans le Top 10.
Lors des Jeux en 2022, elle est la plus jeune athlète de l'équipe allemande. Lors de sa première course, le sprint, elle remporte la médaille d'argent derrière l'Ukrainienne Oksana Shyshkova et devant sa compatriote Leonie Maria Walter.

## Palmarès

### Jeux paralympiques

#### Biathlon
| Épreuve / Édition | 6 km malvoyantes | 10 km malvoyantes | 12,5 km malvoyantes |
| ----------------- | ---------------- | ----------------- | ------------------- |
| JP 2022 Pékin     | Argent           | ―                 | Argent              |

#### Ski de fond
| Épreuve / Édition | 1,5 km malvoyantes | 7,5 km malvoyantes | 15 km malvoyantes |
| ----------------- | ------------------ | ------------------ | ----------------- |
| JP 2022 Pékin     | Bronze             |                    | Argent            |